# Koertsjatov (Rusland)
Koertsjatov (Курчатов) is een stad in de Russische oblast Koersk met ruim 40.000 inwoners (2021). De plaats is vernoemd naar de Russische kernfysicus Igor Koertsjatov.
De stad ligt aan de westelijke rand van de Centraal-Russische plaat ongeveer 40 km ten westen van de oblasthoofdstad Koersk, een paar kilometer van de linkeroever van de Sejm, een linker zijrivier van de Desna, die uitmondt in de Dnjepr.
De plaats werd in 1969 aangelegd in verband met de bouw van de kerncentrale van Koersk, waartoe op 29 september 1966 door de Raad van Ministers van de Sovjet-Unie werd besloten. In dit gebied bestonden daarvoor verschillende dorpen.

## Bevolkingsontwikkeling
| Jaar | Inwoners |
| ---- | -------- |
| 1979 | 21.774   |
| 1989 | 41.085   |
| 2002 | 45.556   |
| 2010 | 42.706   |
| 2021 | 40.318   |

Naast de kerncentrale van Koersk is er de Atommasj-fabriek in Koertsjatov voor kerncentraleapparatuur en bedrijven in de bouwmaterialenindustrie.
De stad ligt aan de spoorlijn Koersk – Lgov – Kiev

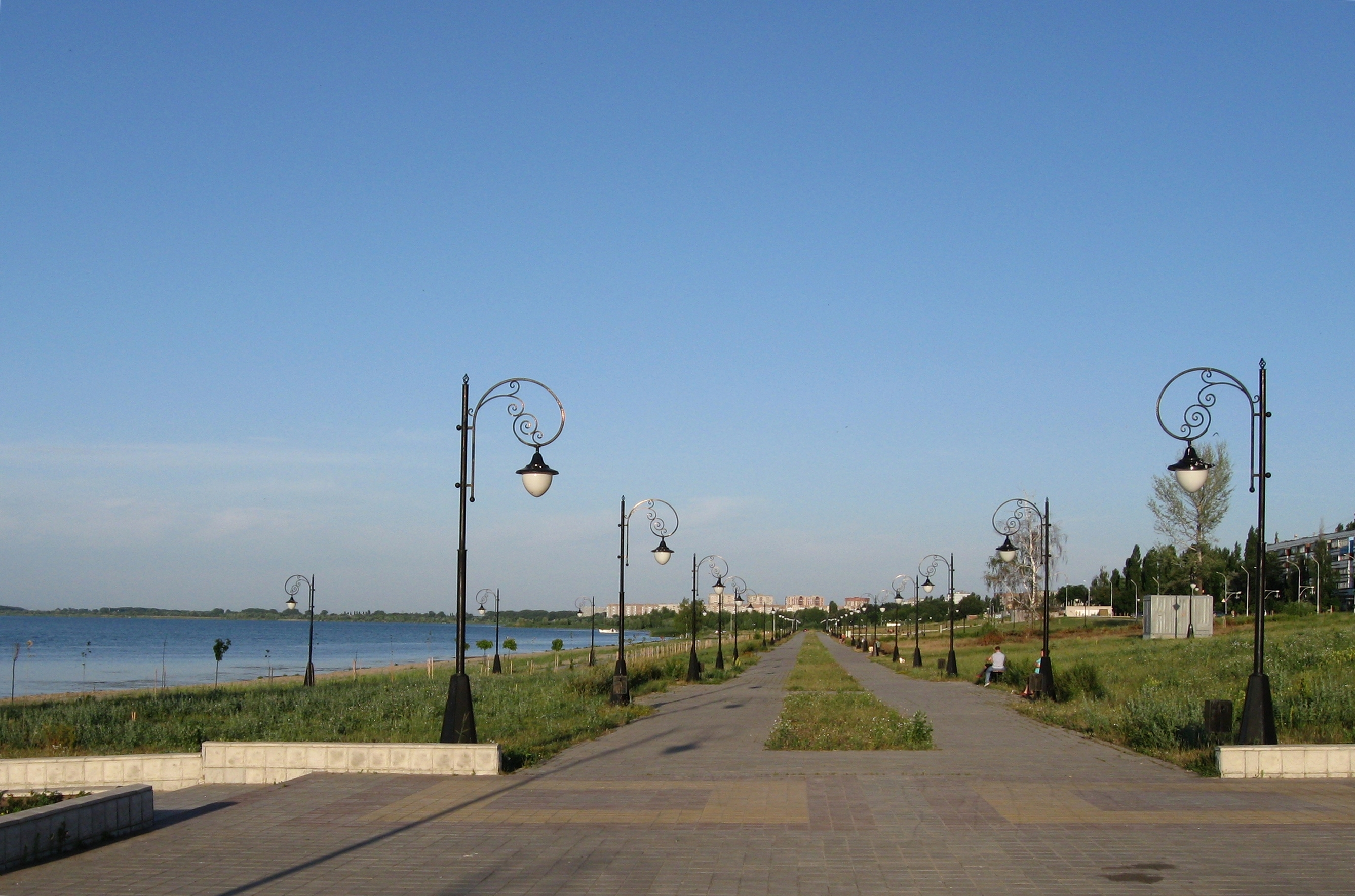
Promenade langs het koelwatermeer vanaf de kerncentrale
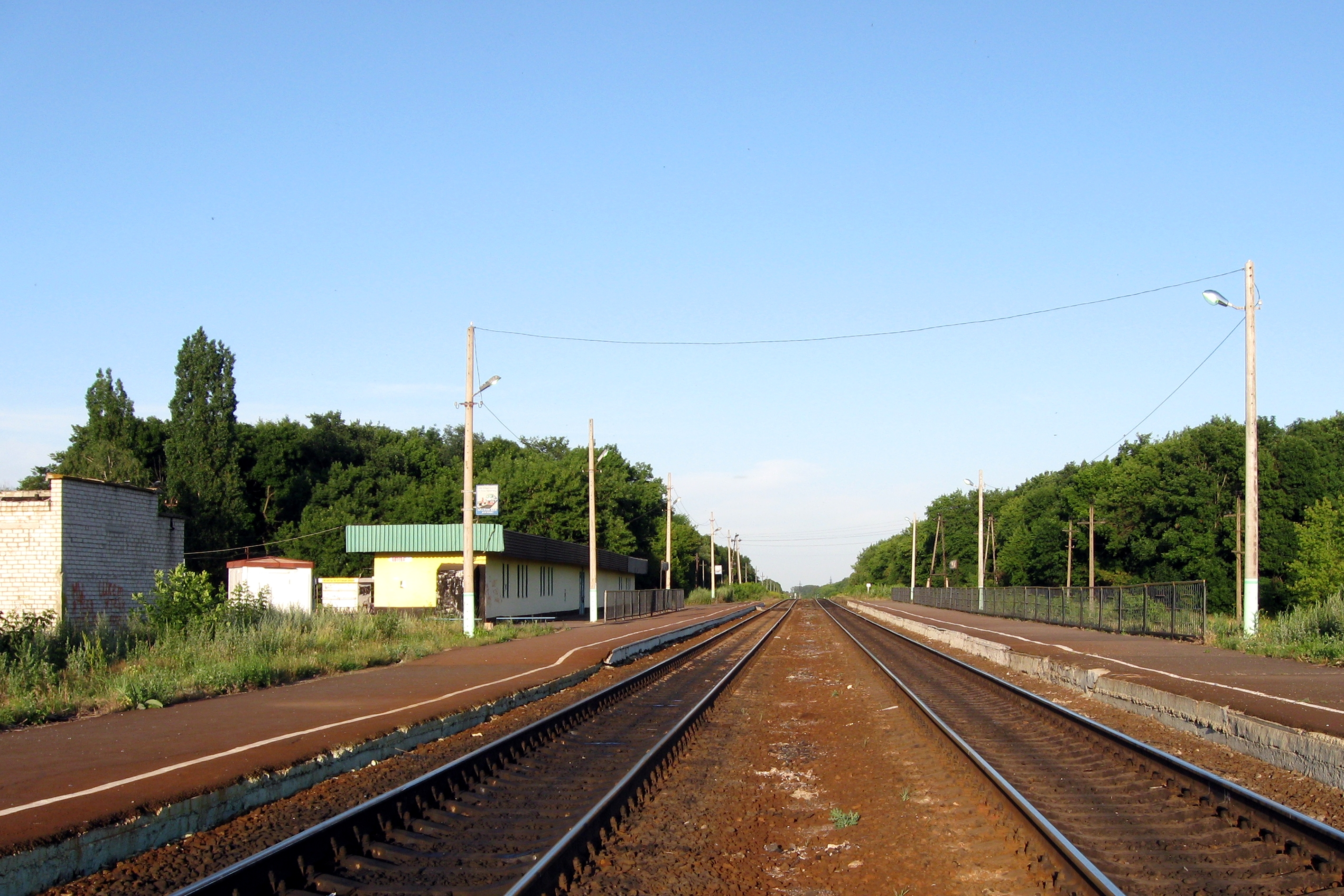
Station